# Ornithogalum concinnum
Ornithogalum concinnum är en sparrisväxtart som beskrevs av Richard Anthony Salisbury. Ornithogalum concinnum ingår i släktet stjärnlökar, och familjen sparrisväxter. Inga underarter finns listade i Catalogue of Life.